# Telemetrija
Telemetrija (grško tele - oddaljeno + metron - meriti) je tehnologija, ki omogoča meritve na daljavo in posredovanje informacij sistemskemu oblikovalcu ali operaterju. 
Telemetrija se navadno nanaša na brezžične komunikacije, npr. uporabljanje sistemov za vzpostavitev zveze za prenos podatkov, lahko pa se nanaša tudi na prenos podatkov preko drugih medijev, kot so telefon, internet ali optične povezave.